# اوموته‌ساندو

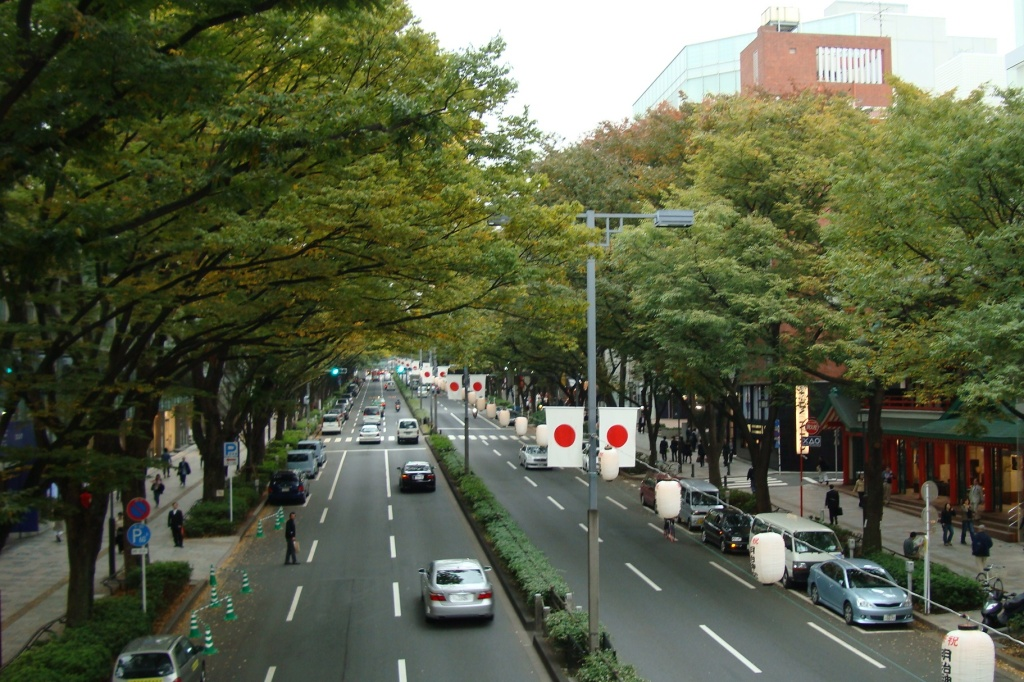
خیابان اوموته‌ساندو

اُومُوتِه‌ساندُو (به ژاپنی: 表参道 omotesando) خیابانی مشهور واقع در منطقهٔ شیبویا در توکیو، پایتخت ژاپن است. خیابان اوموته ساندو با فروشگاه‌های لوکس، رستوران‌ها و کافه‌های آن یکی از زیباترین خیابان‌های توکیو است. این خیابان در سال ۱۹۲۰ میلادی در جلوی معبد میجی احداث شد. بهترین روز برای گردش در آن روز یکشنبه می‌باشد. در این روز راه عبور بر ماشین‌ها در این خیابان بسته می‌شود.